# I Never Cry
I Never Cry è un brano del cantante statunitense Alice Cooper, pubblicato nel 1976 come singolo di lancio dell'album Alice Cooper Goes to Hell.
Incoraggiato dal successo ottenuto con Only Women Bleed l'anno precedente, Cooper decise di pubblicare una nuova ballad componendo questo brano. La decisione si è rivelata accurata da un punto di vista commerciale, in quanto il singolo ha raggiunto la posizione numero 12 della Billboard Hot 100 negli Stati Uniti (proprio come Only Women Bleed) e il quinto posto in classifica in Canada. Il testo descrive i problemi di Cooper con l'alcolismo, poi risolti dal cantante l'anno successivo con la riabilitazione. Cooper ha parlato della canzone definendola come la "confessione di un alcolizzato".
Il singolo è stato certificato disco d'oro per le vendite di oltre mezzo milione di copie dalla RIAA nell'aprile del 1977.
I Poison hanno registrato una cover della canzone per il loro album Poison'd! nel 2007.
Il brano è stato usato nella scena finale e nei titoli di coda del film God Bless America diretto da Bobcat Goldthwait nel 2011.

## Tracce
7" Single Warner Bros. WB 8228
1. I Never Cry – 3:43
2. Go to Hell – 5:01

## Classifiche
| Classifica (1976) | Posizione massima |
| ----------------- | ----------------- |
| Australia         | 23                |
| Canada            | 5                 |
| Stati Uniti       | 12                |